# Sant Cristòfol de Roní
Sant Cristòfol de Roní és l'església parroquial del poble de Roní, dins de l'antic terme municipal primigeni de Rialb, a la comarca del Pallars Sobirà.
Està situada a l'extrem nord-est del petit poble de Roní. D'aquesta església depenia el santuari de Sant Miquel de Roní.
És una petita església d'una sola nau, amb campanar d'espadanya que ocupa tota la façana de ponent.